# Atletica leggera ai Giochi della XXVI Olimpiade - 1500 metri piani femminili

Video della Finale

I 1500 metri piani hanno fatto parte del programma femminile di atletica leggera ai Giochi della XXVI Olimpiade. La competizione si è svolta nei giorni 31 luglio-3 agosto 1996 allo Stadio Olimpico del Centenario di Atlanta.

## Presenze ed assenze delle campionesse in carica
| Competizione         | Atleta               | Prestazione | Atlanta 1996 |
| -------------------- | -------------------- | ----------- | ------------ |
| Olimpiadi 1992       | Hassiba Boulmerka    | 3'55”30     | Presente     |
| Commonwealth 1994    | Kelly Holmes         | 4'08”86     | Presente     |
| Goodwill Games 1994  | Ekaterina Podkopaeva | 4'04”92     | Non selez.   |
| Europei 1994         | Lyudmila Rogachova   | 4'18”93     | Presente     |
| Coppa del mondo 1994 | Hassiba Boulmerka    | 4'01”05     | Presente     |
| Asiatici 1994        | Qu Yunxia            | 4'12”48     | Assente      |
| Africani 1995        | Kutre Dulecha        | 4'18”32     | Presente     |
| Mondiali 1995        | Hassiba Boulmerka    | 4'02”42     | Presente     |
|                      |                      |             |              |
| Mondiali junior 1992 | Liu Dong             | 4'05”14     | Non selez.   |

1. ↑  Sotto la bandiera della Gran Bretagna.
2. ↑  Sotto la bandiera dell'Algeria.

## La gara
Alcune delle favorite si autoeliminano: Sonia O'Sullivan e Lyudmila Rogachova, fuori forma, escono al primo turno. Nella prima semifinale Hassiba Boulmerka, la campionessa in carica, inciampa all'inizio dell'ultimo giro e si sloga un'anca. Non potrà difendere il titolo.

La britannica Kelly Holmes conduce la finale nei primi tre giri, poi deve cedere al dolore per una frattura recente e rallenta (concluderà 11ª). La lotta per l'oro è ristretta a Svetlana Masterkova e Gabriela Szabó; delle due il miglior finale è della russa, che vince percorrendo gli ultimi 200 metri in 28"7.
Svetlana Masterkova è la seconda atleta della storia olimpica a realizzare l'accoppiata 800/1500 in una stessa edizione, dopo Tat'jana Kazankina ai Giochi del 1976.

## Risultati

### Turni eliminatori
| 3 Batterie   | 31 luglio | 32 partenti    | Si qualificano le prime 6 + i 6 migliori tempi. |
| 2 Semifinali | 1º agosto | 12 + 12        | Si qualificano le prime 5 + i 2 migliori tempi. |
| Finale       | 3 agosto  | 12 concorrenti |                                                 |

### Finale
| Pos | Paese      | Atleta              | Tempo   |
| --- | ---------- | ------------------- | ------- |
|     | Russia     | Svetlana Masterkova | 4'00"83 |
|     | Romania    | Gabriela Szabó      | 4'01"54 |
|     | Austria    | Theresia Kiesl      | 4'03"02 |
| 4   | Canada     | Leah Pells          | 4'03"56 |
| 5   | Australia  | Margaret Crowley    | 4'03"56 |
| 6   | Portogallo | Carla Sacramento    | 4'03"91 |
| 7   | Russia     | Ludmila Borissova   | 4'05"90 |
| 8   | Polonia    | Malgorzata Rydz     | 4'05"92 |